# Pinara
Pinara (en licio 𐊓𐊆𐊍𐊍𐊁𐊑𐊏𐊆 Pilleñni, probablemente de un adjetivo que significaba ‘redondo’; en griego: τὰ Πίναρα, antes Artymnesus o Artymnesos) fue una gran ciudad de Licia al pie del Monte Crago (hoy Monte Babadağ), y cerca de la orilla oeste del río Janto (hoy río Eşen), homónimo de la antigua ciudad de Janto. El nombre Pinara se ha relacionado con el nombre del actual pueblo de Minare, que está a media hora de las ruinas y depende de Fethiye, en el distrito de la Provincia de Muğla (Turquía).
En Pinara pueden verse los restos de varios templos antiguos, así como tumbas excavadas en la roca incluyendo «tumbas reales», una acrópolis alta y baja, un antiguo teatro griego, un odeón, un ágora y una iglesia. 

## Nombre

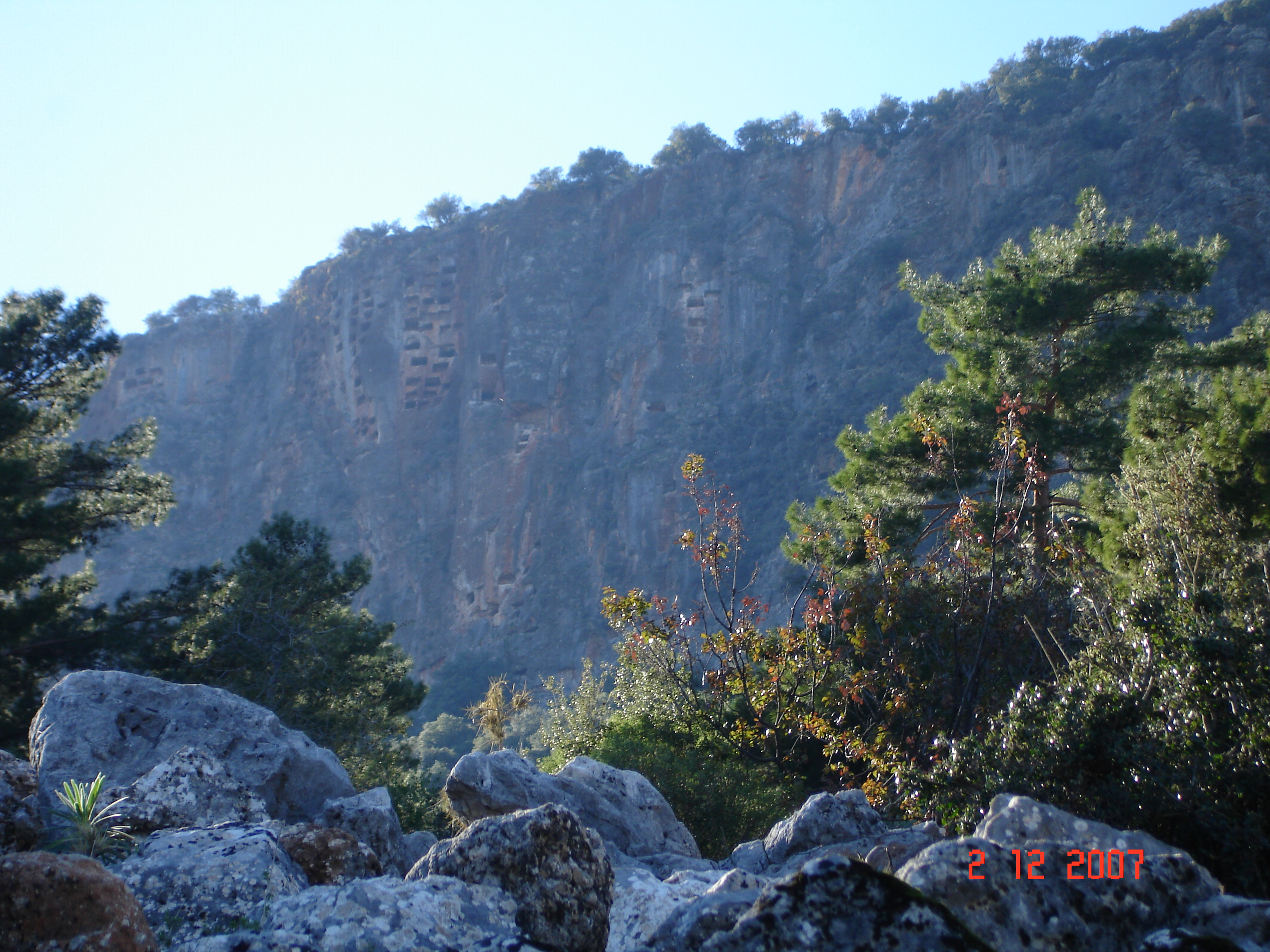
Peñasco con tumbas excavadas en la roca que se elevan sobre Pinara, situado sobre una masa de roca «redonda», que se cree que dio su nombre a la antigua ciudad.

En Pinara había un culto a Pandaro, el héroe licio de la Guerra de Troya, lo que llevó a algunas fuentes a concluir que era originario de la ciudad.
Según la historia licia de Menécrates, citada por Esteban de Bizancio la ciudad era una colonia de Janto, y su nombre original sería Artymnesos (en griego antiguo: Ἀρτύμνησος). Este nombre habría precedido al nombre licio de Pinara, derivado de la forma «Pilleñni» o «Pinale» que significa ‘colina redonda’ o simplemente ‘redonda’, con un cambio hipotético de la consonante líquida. [cita requerida] La ciudad está de hecho situada en una gran masa redonda de roca, y un risco más o menos circular se eleva sobre los restos. Otra fuente, Paniasis, también menciona a un fundador epónimo llamado Pinaro, hijo de Tremilo, pero algunas fuentes consideran que este relato es tan insustancial como otras muchas etimologías similares.[cita requerida]

## Historia
Aunque la ciudad no es mencionada a menudo por los escritores antiguos, parece por sus vastas y hermosas ruinas haber sido, como afirma Estrabón, una de las mayores de Licia, y su puerto principal hasta que el puerto se colmató con los sedimentos, estado en que sigue hoy.
Una rara mención de la ciudad en fuentes antiguas está relacionada con la ayuda que brindó, junto con otras ciudades licias, a Pixodaro de Caria.

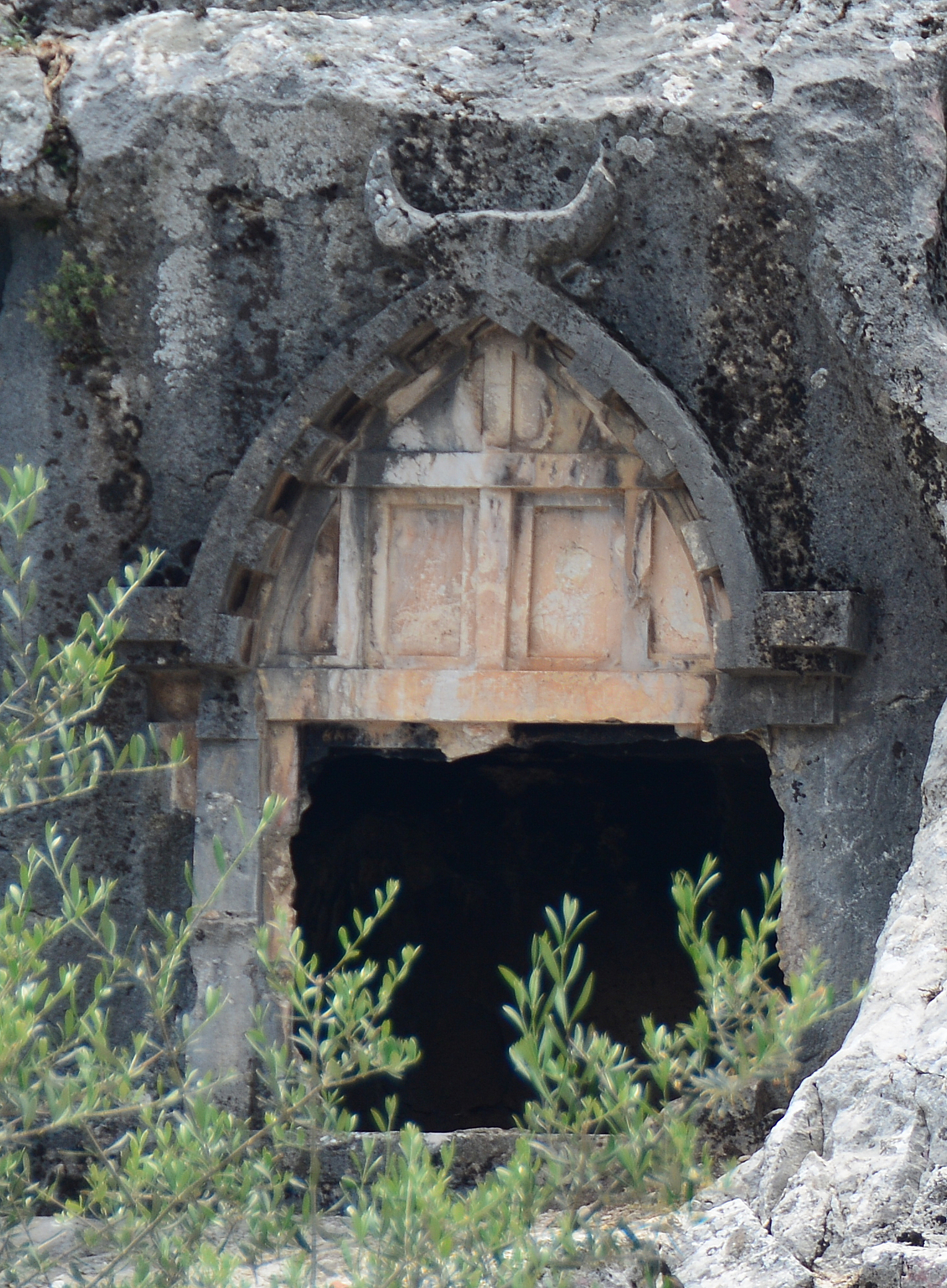
Tumba ojival excavada en la roca en Pinara, siglo IV a. C.

Pinara era miembro de la Liga Licia, en la que tenía tres votos. La ciudad se rindió a Alejandro Magno en 334 a. C. Después de la muerte de Alejandro, la ciudad cayó en manos del reino de Pérgamo. Pinara se convirtió en una ciudad romana cuando su último rey Atalo III la entregó a la República romana en 133 a. C. La ciudad disfrutó de prosperidad durante el dominio romano, pero resultó muy dañada por terremotos en los años 141 y 240. Sobre el primero, se sabe que la ciudad recibió una contribución de Opramoas para la reparación de sus edificios públicos.

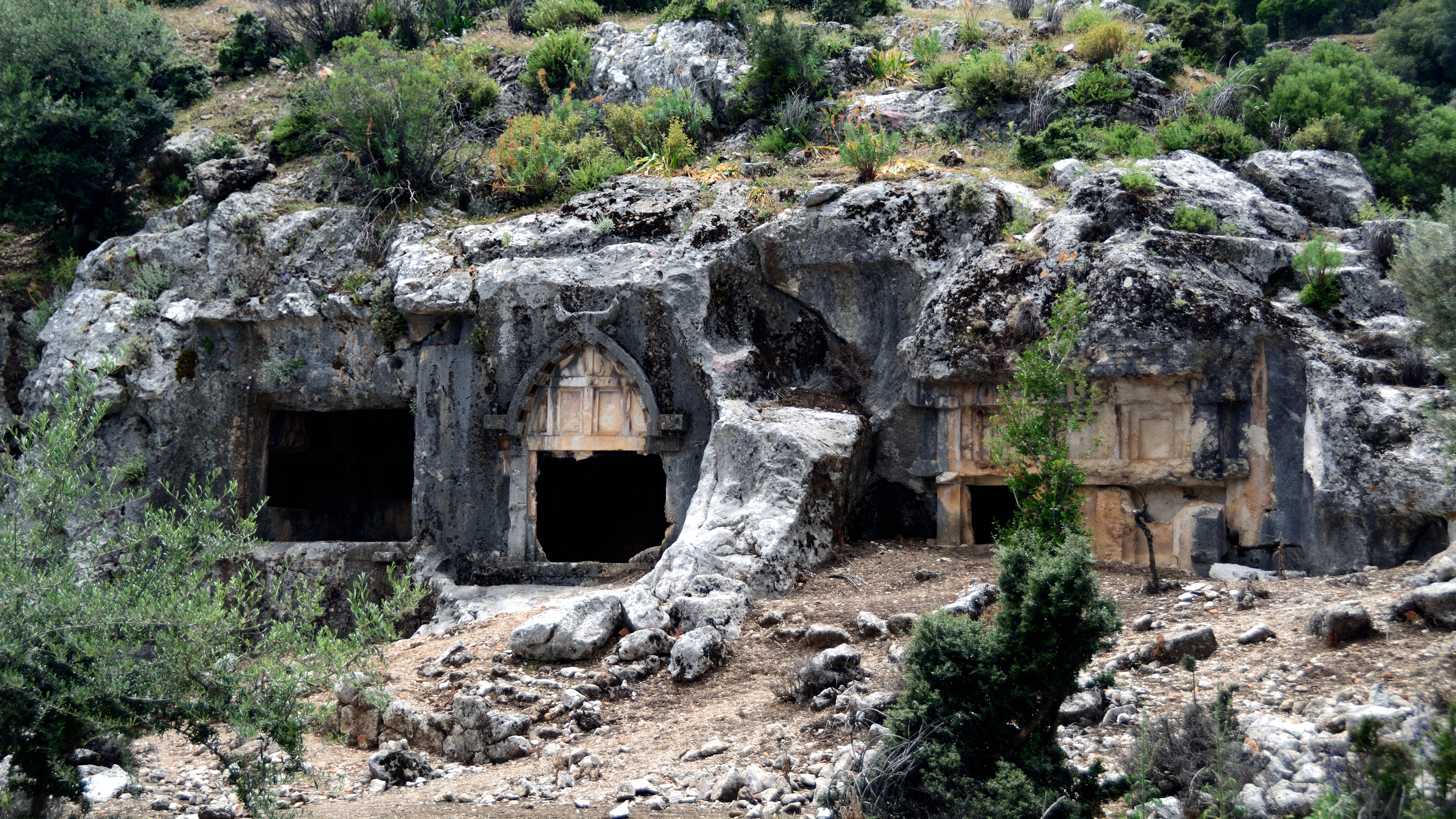
Tumbas excavadas en roca en Pinara.

Pinara fue cristianizada pronto. Se conocen cinco obispos: Eustacio, que firmó la fórmula de Acacio de Cesarea en el Concilio de Seleucia en 359; Heliodoro, que firmó la carta de los obispos de Licia al emperador León I el tracio (458); Zenas, presente en el Concilio Quinisexto) (692); Teodoro, en el Segundo Concilio de Nicea (787); Atanasio, en el sínodo que reinstauró al Patriarca Focio I de Constantinopla (Concilio Fotiano) en 879. Pinara fue el lugar de nacimiento de Nicolás de Mira. 
Finalmente, bajo la presión repetida de fuerzas invasoras, la ciudad perdió a sus habitantes en el siglo IX. El obispado cristiano de Pinara, que actualmente no es sede residencial, está incluido en la lista de sedes titulares de la Iglesia Católica.

## Descubrimiento
Las ruinas de Pinara fueron identificadas por Charles Fellows. «En medio de la ciudad antigua —dice— se eleva un singular acantilado rocoso redondo (la pinara de los licios), literalmente salpicado de tumbas. Debajo de este acantilado se encuentran las ruinas de la extensa y espléndida ciudad. El teatro está en un estado muy perfecto; quedan todos los asientos, con los lados inclinados hacia el proscenio, así como varios de sus portales. Las paredes y varios de los edificios son de mampostería ciclópea (arquitectura ciclópea), con puertas de entrada macizas formadas por tres piedras inmensas. Las tumbas son innumerables, y las inscripciones están en caracteres licios, pero el griego también aparece a menudo en las mismas tumbas. Algunas de estas tumbas rupestres están adornadas con bellas y ricas esculturas».